# 全世界民主青年歌
全世界民主青年歌（ロシア語: Гимн демократической молодежи мира）は、ソビエト歌謡である。

## 概要
アナトリー・グリゴリエヴッチ・ノヴィコフ（Анатолий Григорьевич Новиков）が、1947年に作曲した。レフ・オシャーニンがロシア語の歌詞を作詞する。
第一回世界青年学生平和友好祭典のコンクールで、作曲部門で第一位を獲得する。ハンガリー語やチェコ語、スペイン語そして日本語のバージョンがある。
日本では、関鑑子が訳詞を出す。うたごえ運動で受け継がれてきた。